# Jeux mondiaux des policiers et pompiers

Logotype de l'édition 2017 qui devait se tenir à Montréal.

Les Jeux mondiaux des policiers et pompiers (JMPP) (World Police and Fire Games, WPFG) est une compétition multisports dont la participation est ouverte aux membres actifs ou à la retraite des forces de l'ordre (policiers, douaniers, gardiens de prison) ou des services de lutte contre l'incendie (pompiers) de tous les pays. La fédération des JMPP est une branche de la Fédération athlétique de la police de Californie (CPAF).
Tenus tous les deux ans, les JMPP offrent des compétitions dans environ 60 sports, de l'athlétisme à la lutte, en passant par le billard, la natation, le rugby et le tir au pistolet. Le nombre de participants à chaque édition est d'environ 10 000, un peu moins que les Jeux olympiques d'été, un peu plus que les Jeux asiatiques et battant d'une bonne marge les tenants de la quatrième position, les Jeux du Commonwealth.

## Histoire
Les Olympiades de la police californienne (California Police Olympics) se tiennent pour la première fois en 1967 à San Diego en Californie et ont lieu annuellement depuis. En 2000, l'événement s'ouvre aux pompiers et est alors renommé Jeux des policiers et pompiers de la Californie (California Police and Fire Games). En 2005, les Jeux accueillent des participants de 8 états de l'ouest des États-Unis (Californie, Arizona, Hawaï, Colorado, Nevada, Oregon, Utah et Washington) et sont rebaptisés Jeux des policiers et pompiers des états de l'ouest (Western States Police and Fire Games). Les Jeux de 2005 se sont tenus à Reno au Nevada, pour la première fois à l'extérieur de la Californie.
Le succès sans cesse grandissant des jeux californiens amène ses responsables à tenter l'organisation de jeux mondiaux sur le même principe en 1983. La première édition des JMPP a lieu en 1985 à San José en Californie.

## Éditions des Jeux
| Édition | Année | Ville hôte                    | Pays            | Site internet                      |
| ------- | ----- | ----------------------------- | --------------- | ---------------------------------- |
| 1       | 1985  | San José                      | États-Unis      |                                    |
| 2       | 1987  | San Diego                     | États-Unis      |                                    |
| 3       | 1989  | Vancouver                     | Canada          |                                    |
| 4       | 1991  | Memphis                       | États-Unis      |                                    |
| 5       | 1993  | Colorado Springs              | États-Unis      | http://www.coloradospringswpfg.org |
| 6       | 1995  | Melbourne                     | Australie       |                                    |
| 7       | 1997  | Calgary                       | Canada          |                                    |
| 8       | 1999  | Stockholm                     | Suède           |                                    |
| 9       | 2001  | Indianapolis                  | États-Unis      |                                    |
| 10      | 2003  | Barcelone                     | Espagne         | http://www.2003wpfg.org            |
| 11      | 2005  | Ville de Québec               | Canada          | http://www.2005wpfg.org            |
| 12      | 2007  | Adélaïde                      | Australie       | http://www.2007wpfg.com            |
| 13      | 2009  | Burnaby (région de Vancouver) | Canada          | http://www.2009wpfg.ca             |
| 14      | 2011  | New York                      | États-Unis      | http://2011wpfg.org                |
| 15      | 2013  | Belfast                       | Irlande du Nord | http://www.2013wpfg.com            |
| 16      | 2015  | Comté de Fairfax              | États-Unis      | http://fairfax2015.com             |
| 17      | 2017  | Los Angeles                   | États-Unis      |                                    |
| 18      | 2019  | Chengdu                       | Chine           |                                    |
| 19      | 2021  | Rotterdam                     | Pays-Bas        | http://www.wpfgrotterdam2021.com/  |
| 20      | 2023  | Winnipeg                      | Canada          |                                    |

L'édition 2017 des Jeux devait initialement se tenir à Montréal au Canada. En mars 2016, la ville décide de ne pas accueillir les Jeux en raison d'un appel au boycott de l'Association des pompiers de Montréal, soutenus par une bonne partie des syndicats de pompiers nord-américains,. Le maire de Montréal a proposé à son homologue de Toronto de prendre en charge l'organisation de la compétition, mais ils se sont finalement tenus à Los Angeles.
Chaque édition des Jeux a son propre logo depuis 1999 et il existe un drapeau représentant l'ensemble des Jeux.